# Хубтий
Хубтий — ордынский царевич из рода Чингизидов.
Был внуком хана Золотой Орды Шадибека и сыном Батыра. После того как его деда хана Шадибека свергли с престола Золотой Орды, он вернулся на Кавказ где некогда был наместников во времена правления Ордой Мамая. После смерти Шадибека, отец Хубтия Батыр, перебрался в Крым откуда он планировал начать войну за престол Золотой Орды. 
Не найдя в Крыму сторонников Батыр обосновался на Баксане, где и умер. Два его сына Хубий и Хубтий решили разделиться. Первый, вместе со старшим сыном Хубтия Биджи уехал в Карачай, где они основали клан Шадибек и дали начало двум могущественным феодальным рода Хубиевым и Биджиевым, сам же Хубтий переселился в Абхазию где и прожил до конца своих дней. 